# Orsinome jiarui
Orsinome jiarui är en spindelart som beskrevs av Zhu, Song och Zhang 2003. Orsinome jiarui ingår i släktet Orsinome och familjen käkspindlar. Inga underarter finns listade i Catalogue of Life.